# 이영수 (군인)
이영수(李英秀, 1967년~)는 대한민국의 군인이며, 대한민국의 제41대 공군참모총장이다.

## 경력
- 제11전투비행단 제122전투비행대대장
- 제11전투비행단 항공작전전대장
- 대한민국 합동참모본부 공중전력과장
- 대한민국 합동참모본부 전력3처장
- 제17전투비행단장
- 대한민국 공군 정보화기획참모부장
- 대한민국 공군 기획관리참모부장
- 국방정보본부 해외정보부장
- 대한민국 합동참모본부 전략기획본부장
- 제41대 대한민국 공군 참모총장

| 전임 정상화 | 제42대 공군참모총장 2023년 10월~ |  |